# ヘルメス主義

ケーリュケイオン、ヘルメス主義のシンボル

ヘルメス主義（ヘルメスしゅぎ、英: Hermeticism）とは、神秘主義的な哲学・思想・宗教的思想の総称である。主として、ヘルメス・トリスメギストスという著者に仮託された神秘主義的文献ヘルメス文書に基づいている。ヘルメス主義は、ヘルメス文書で扱う占星術、錬金術、神智学、自然哲学を含む。

## 関連図書
- アントワーヌ・フェーヴル 著、田中義広 訳『エゾテリスム思想 : 西洋隠秘学の系譜』白水社〈文庫クセジュ〉、1995年。ISBN 4-560-05763-X。
- ニコラ・フラメル 著、有田忠郎 訳『象形寓意図の書・賢者の術概要』白水社〈ヘルメス叢書1〉、1977年。全国書誌番号:77019282。
- ジャン・デスパニエ 著、有田忠郎 訳『自然哲学再興・ヘルメス哲学の秘法』白水社〈ヘルメス叢書2〉、1977年。全国書誌番号:77009972。
- サン=ディディエ 著、有田忠郎 訳『沈黙の書・ヘルメス学の勝利』白水社〈ヘルメス叢書3〉、1977年。全国書誌番号:77019283。
- ラムスプリンク、デュ・マルティノー 著、有田忠郎 訳『賢者の石について 生ける潮の水先案内人』白水社〈ヘルメス叢書4〉、1977年。全国書誌番号:78002344。
- マルク=アントニオ・クラッセラーム 著、有田忠郎 訳『闇よりおのずからほとばしる光』白水社〈ヘルメス叢書5〉、1979年。全国書誌番号:79023100。
- マルクス・マニリウス 著、有田忠郎 訳『占星術または天の聖なる学』白水社〈ヘルメス叢書6〉、1978年。全国書誌番号:78026385。
- アルフレッド・モーリー 著、有田忠郎・浜文敏 訳『魔術と占星術』白水社〈ヘルメス叢書7〉、1978年。全国書誌番号:79002857。